# Élections législatives japonaises de 2017
Les 48es élections à la Chambre des représentants (第48回衆議院議員総選挙, Dai-yonjūhachikai Shūgiin-giin sōsenkyo) se déroulent au Japon de manière anticipée le 22 octobre 2017 à la suite de la dissolution de la législature sortante quatorze mois avant son échéance naturelle par le Premier ministre Shinzō Abe, au pouvoir depuis 2012.

## Contexte
Le Premier ministre sortant Shinzō Abe est au pouvoir depuis 2012, ce qui en fait, en comptant son premier passage à ce poste de 2006 à 2007, le troisième chef de gouvernement de l'après-guerre ayant servi le plus de temps. Jusqu'en 2017, il a conservé un contrôle presque sans faille sur le Parti libéral-démocrate (PLD) majoritaire, dont il fait modifier les statuts afin de pouvoir éventuellement se présenter à un troisième mandat de président en 2018 (alors qu'il existait jusqu'alors une limitation à deux mandats), lui permettant théoriquement de rester à la tête de l'exécutif jusqu'en 2021. De même, il avait largement bénéficié de la faiblesse d'une opposition parlementaire divisée et incapable de représenter une alternative crédible aux yeux des électeurs. En effet, la nouvelle force principale de cette opposition, créée en 2016 sous le nom de Parti démocrate progressiste (PDP) par la fusion du Parti démocrate du Japon (PDJ) et du Parti de la restauration, a hérité de l'impopularité gagnée par les démocrates durant leur seul passage au pouvoir de 2009 à 2012 et est profondément scindée en deux tendances rivales concernant les thèmes clés de la réforme constitutionnelle et de la sécurité extérieure. En à peine un an d'existence, trois présidents se succèdent ainsi à la tête de ce mouvement. 
Mais Shinzō Abe rencontre ses premières véritables difficultés à partir du début de l'année 2017. Touché personnellement, ainsi que son épouse ou certains de ses ministres, par certains scandales (au sujet d'une demande de complaisance envers la radiotélévision, d'affaires de copinage dans une transaction immobilière irrégulière menée par une école privée parrainée par Akie Abe ou dans l'octroi d'une autorisation rapide d'ouverture d'une faculté de médecine vétérinaire par un ami personnel, tandis que la ministre de la Défense Tomomi Inada, longtemps présentée comme une fidèle et une protégée de Abe, doit démissionner le 28 juillet 2017 après plusieurs déclarations controversées et parce qu'accusée d'avoir dissimulé des documents sur le retrait des troupes japonaises du Soudan du Sud), sa popularité atteint pour la première fois des niveaux assez faibles dans les enquêtes d'opinion et descend jusqu'aux alentours des 20 ou 30 % à la fin du mois de juillet 2017. À ceci s'ajoutent des critiques vives au sein de la population quant à son projet de réforme de la constitution pacifiste de 1947 pour y reconnaître les Forces japonaises d'autodéfense comme une armée conventionnelle (ce qui donne lieu à d'importantes manifestations), son attitude souvent jugée « arrogante » à l'égard de ses opposants, ses déclarations taxées de révisionnisme voire de négationnisme, l'impopularité de son projet d'augmenter à nouveau la taxe sur la consommation d'ici à 2019 ou le bilan mitigé de ses « Abenomics ». 
En raison de cela, Shinzō Abe voit se dresser contre lui des concurrents sérieux tant à l'intérieur du parti (Shigeru Ishiba) qu'à l'extérieur (Yuriko Koike, une ancienne alliée d'Abe au sein du PLD qui a été élue contre le candidat officiel du parti majoritaire en tant que gouverneur de Tokyo en août 2016 et est devenue depuis une figure parmi les plus critiques à son égard). Le 2 juillet 2017, lors du renouvellement de l'Assemblée métropolitaine de Tokyo, le PLD subit une importante défaite, la plus forte depuis 2009, au profit du nouveau mouvement local de Yuriko Koike, le Tomin first no kai qui arrive largement en tête avec 1 884 029 voix et 33,68 % des suffrages pour 49 sièges sur 127 (et sur 50 candidats présentés par son parti, auxquels s'ajoutent six personnes élues comme indépendantes mais avec l'investiture du Tomin et qui rejoignent son groupe), loin devant les libéraux-démocrates (623 928 votes et 11,15 points de moins pour 23 élus, soit une lourde défaite pour ce mouvement qui disposait de 60 sièges dans l'assemblée sortante).    
Toutefois, la popularité du Premier ministre remonte durant l'été 2017, en raison de son attitude jugée positive par une grande partie de l'opinion publique durant la nouvelle crise des missiles nucléaires nord-coréens d'août et septembre 2017. Voulant profiter de cet avantage et prendre de court ses opposants afin de sécuriser son maintien à la tête du Japon jusqu'en 2021 (dans le but de faire aboutir sa réforme constitutionnelle, l'un de ses principaux chevaux de bataille, et d'assurer l'inauguration des Jeux olympiques d'été de 2020 à Tokyo,,), Shinzō Abe demande le 28 septembre 2017 à l'empereur de dissoudre la Chambre des représentants afin d'organiser des élections législatives anticipées pour le 22 octobre suivant. Trois jours auparavant, Yuriko Koike a fondé un nouveau parti national, le Parti de l'espoir, ce qui entraîne la plus importante recomposition de l'opposition au PLD depuis 1998.

## Système électoral

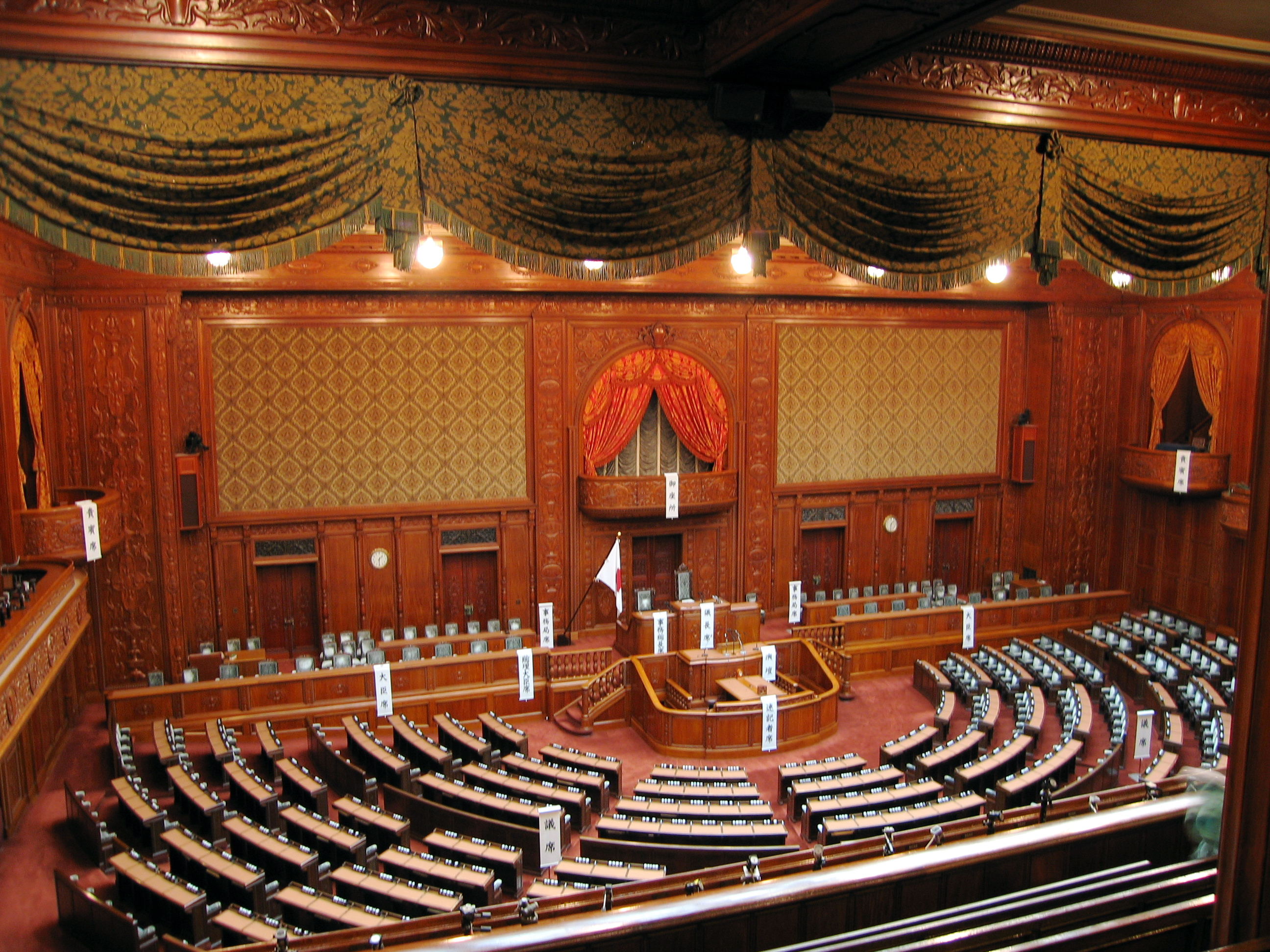
Intérieur du Bâtiment de la Diète nationale à Tokyo.

Le Japon est doté d'un parlement bicaméral dont la chambre basse, dite Chambre des représentants, se compose de 465 députés élus pour un mandat de quatre ans selon un mode de scrutin parallèle. Sur ce total, 289 sièges sont ainsi pourvus au scrutin uninominal majoritaire à un tour dans autant de circonscriptions, tandis que les 176 sièges restants sont pourvus au scrutin proportionnel plurinominal de liste dans 11 circonscriptions de 6 à 29 sièges.
Les deux modes de répartition des sièges font l'objet d'un vote séparé : les électeurs votent en même temps pour un candidat au scrutin uninominal majoritaire à un tour et pour une liste de candidat au scrutin proportionnel. Un même candidat peut se présenter aux deux types d'élections, mais uniquement si la circonscription uninominale est incluse dans celle plurinominale. Les listes comportent autant de candidats ne se présentant qu'au scrutin proportionnel que de sièges à pourvoir, auxquels viennent éventuellement se rajouter les candidats se présentant aux deux scrutins. Ces derniers deviennent cependant prioritaires à l'attribution des sièges s'ils ont perdu au scrutin majoritaire avec quelques voix d'écart seulement.
Contrairement à des systèmes mixtes tels que le système électoral allemand ou lesothan, les sièges élus à la proportionnelle n'ont ici pas pour but de venir compenser une distorsion des résultats en sièges par rapport à la répartition en voix au niveau national, mais s'ajoutent simplement les uns aux autres comme deux élections parallèles ayant lieu simultanément. Le parti arrivé en tête dans une circonscription plurinominale l'étant souvent également dans les circonscriptions uninominales qui en font partie, leur addition donne au mode de scrutin japonais une tendance majoritaire.

## Forces en présence
Le Parti démocrate progressiste est de facto dissout à l'approche de ces élections puisque, le jour même de l'officialisation de la dissolution le 28 septembre, son président Seiji Maehara et l'essentiel des instances dirigeantes du parti ont décidé de dissoudre son groupe parlementaire à la Chambre des représentants et ont appelé ses membres à se présenter sous l'étiquette du Parti de l'espoir de Yuriko Koike.
Cependant, le président délégué Yukio Edano, opposé au choix de Seiji Maehara de se fondre dans le Parti de l'espoir, annonce le 2 octobre 2017 vouloir créer son propre parti pour recueillir l'ancienne aile gauche du PDP. Cette formation est appelée Parti démocrate constitutionnel (reprenant le nom d'un parti d'entre-deux-guerres : Rikken Minseitō). 
De ce fait, c'est alors une bataille électorale en triangulaire qui se profile, entre une majorité sortante donnée favorite et une opposition divisée entre forces de gauche et de droite.

### La majorité gouvernementale de Shinzō Abe
S'il apparaît, aux yeux des enquêtes d'opinion et selon les principaux analystes politiques, comme le grand favori, l'enjeu de la campagne pour le PLD conservateur du Premier ministre Shinzō Abe et ses alliés tels que le Kōmeitō est alors de savoir s'ils peuvent conserver (voire éventuellement renforcer) leur « super majorité » des deux tiers à la Chambre des représentants, ce qui faciliterait la réalisation d'une réforme constitutionnelle, ou si au contraire ils subiront assez de pertes pour renforcer la fronde interne contre le chef du gouvernement.  
La coalition au pouvoir met l'accent dans sa campagne sur la position ferme de l'exécutif face à la Corée du Nord, les questions de sécurité au travers du projet de réforme constitutionnelle pour reconnaître les Forces japonaises d'autodéfense ainsi que leur capacité à être déployées sur des terrains d'opération à l'étranger, ou encore la poursuite des « Abenomics » en les réorientant vers une réforme de la sécurité sociale afin de relancer la natalité et de gérer les effets du vieillissement de la population. Un plan d'investissement est ainsi promis pour financer des aides à la petite enfance, à l'aide des fonds générés par une hausse de la taxe sur la consommation de 8 à 10 % d'ici octobre 2019 (alors que, jusque-là, le gouvernement envisageait d'utiliser ces revenus supplémentaires pour diminuer la dette publique). Dans le même temps, Shinzō Abe, ses ministres ou les stratèges de la campagne de la majorité concentrent leurs attaques contre le Parti de l'espoir, devenu leur principal adversaire, en jugeant ses propositions « populistes » et irréalisables sur un plan budgétaire.  

### L'opposition pour un renouvellement libéral-conservateur

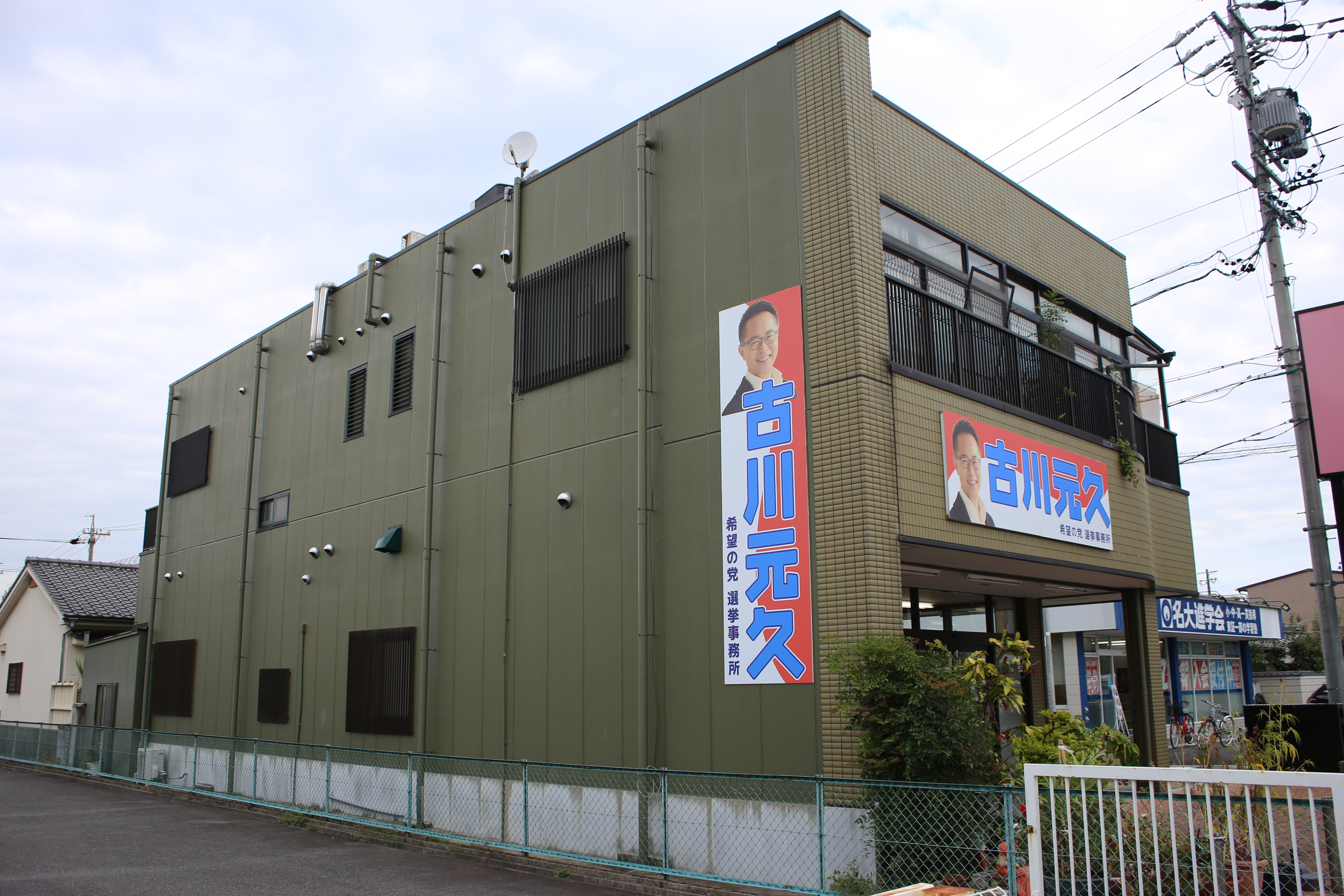
Le bureau électoral de Motohisa Furukawa, député sortant du PDP et candidat du Parti de l'espoir dans le 2e district de la préfecture d'Aichi.

Le Parti de l'espoir, très représenté dans le Grand Tokyo, et le Parti de l'innovation japonais du gouverneur de la préfecture d'Osaka, essentiellement implanté dans la deuxième conurbation du pays (le Keihanshin, ou Kyoto-Osaka-Kobe), signent le 30 septembre 2017 un accord de coopération. Celui-ci, s'il ne met pas en place de plateforme commune ni d'accord électoral global, prévoit que les deux partis ne se présenteront pas l'un contre l'autre dans les circonscriptions des préfectures de Tokyo et d'Osaka. Ils partagent de plus de nombreux points communs programmatiques : l'appel au renouvellement de la classe politique japonaise et à plus de transparence dans le processus de décision politique, proposant de réduire le nombre de parlementaires ainsi que leurs indemnités ; la volonté d'utiliser les collectivités locales qu'ils dirigent comme des laboratoires pour les mesures qu'ils proposent d'appliquer sur le plan national ; un assez fort libéralisme économique (parfois qualifié par les analystes politiques de néolibéral) qui passe par la réduction du poids de l'intervention du gouvernement central dans l'économie et la remise en question des Abenomics, tout particulièrement de la politique de relance monétaire ; le projet de remplacer les préfectures par de vastes régions plus autonomes ; la sortie du nucléaire civil (seul le Parti de l'espoir donnant, en la matière, une échéance, à l'horizon 2030) ; l'abandon de la hausse de la taxe sur la consommation ; et un national-conservatisme concernant la sécurité et la représentation de la nation japonaise, se montrant tous deux favorables à la réforme constitutionnelle du gouvernement Abe.
Par ailleurs, le Parti de l'espoir met l'accent sur ses mesures sociales et économiques, qualifiées de « Yurinomics » en référence à Yuriko Koike et par opposition aux Abenomics. Plusieurs des promesses avancées sont qualifiées de « populistes » par la majorité sortante comme par de nombreux observateurs japonais ou internationaux, comme le fait de refuser toute hausse de la taxe sur la consommation (proposant à la place une taxe sur les bilans financiers des entreprises) tout en augmentant ou en créant des dépenses de sécurité sociale (tout particulièrement en disant vouloir mettre en place un revenu de base). Pour sa part, Yuriko Koike se compare souvent au président français Emmanuel Macron et son mouvement à La République en marche, dans le sens où elle estime vouloir comme lui recomposer (voire « réinitialiser ») totalement le paysage politique de son pays, qu'elle en appelle à des personnalités des deux principales forces opposées (le PLD conservateur et l'ancien PDJ devenu PDP social-libéral) comme à la société civile, et qu'elle mène une campagne pour les élections législatives de 2017 centrée sur sa propre figure médiatique, bien que, par ailleurs, elle affirme ne pas vouloir être elle-même candidate ni postuler au poste de Premier ministre.
En effet, aucun des dirigeants des deux partis, que ce soit Yuriko Koike ou Ichirō Matsui, ne se présente directement lors de ces élections, préférant conserver leurs mandats de gouverneurs, ce qui les empêche de facto de postuler à la fonction de Premier ministre en cas de victoire. La plupart des experts estiment alors qu'il s'agit là d'une forme de réalisme quant à leur chance réelle de prendre le pouvoir et de la préparation d'une coopération post-électorale avec le PLD, les deux partis prévoyant surtout d'enlever assez de sièges à la majorité pour déstabiliser Shinzō Abe jusqu'à le pousser à la démission ou du moins à infléchir sa politique dans un sens qui leur conviendrait. À ce sujet, le politologue Kōichi Nakano déclare que : « Koike a largement abandonné son ambition de devenir le Premier ministre ou de défaire le gouvernement Abe. Mais on la voit essayer de rester une actrice influente après l'élection en assistant à la place le gouvernement Abe », et que « ce qui la motive, semble-t-il, est véritablement une quête pour le pouvoir plus que toute autre chose. Elle veut être près du pouvoir ». Le Mainichi shinbun estime pour sa part que les députés du Parti de l'espoir pourraient, s'ils sont assez nombreux à avoir été élus, s'associer avec les opposants à Shinzō Abe à l'intérieur du PLD pour le remplacer par l'un de ses rivaux, potentiellement Shigeru Ishiba ou Seiko Noda, réputés proches de Yuriko Koike.

### L'opposition de gauche pacifiste

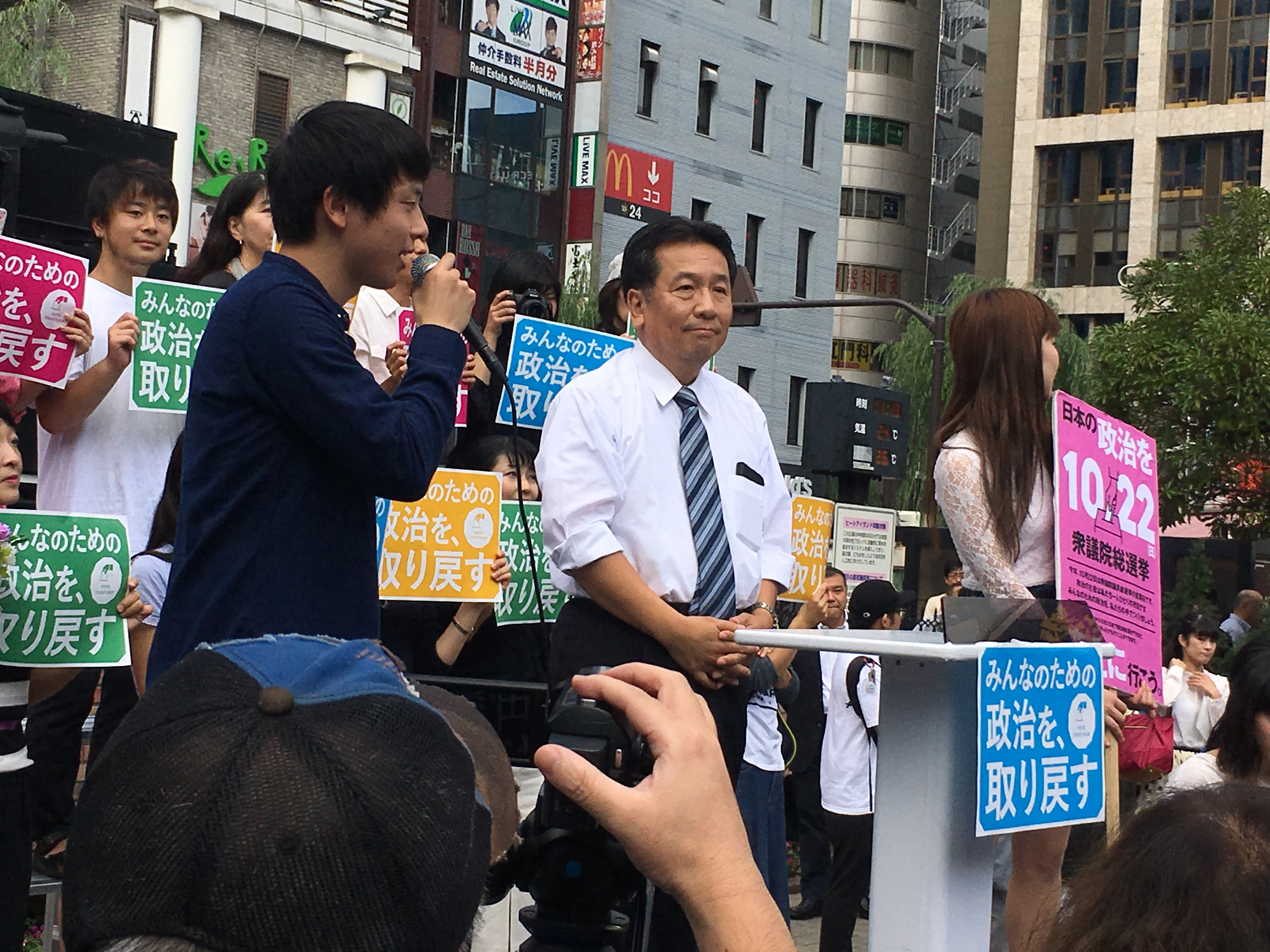
Yukio Edano lors d'un ralliement conjoint entre les dirigeants du PDC, du PCJ et du PSD devant la Gare de Shimbashi à Tokyo le 8 octobre 2017.

Le nouveau PDC, réunissant l'aile gauche de l'ancien PDP, rejoint le Parti de l'espoir ou le Parti de l'innovation japonais sur certains points (dont surtout l'abandon de la hausse de la taxe sur la consommation ou la sortie du nucléaire civil), mais s'oppose fermement à eux ainsi qu'à la majorité sortante sur la révision de la Constitution et tout particulièrement de son article 9, dont il veut à tout prix conserver la dimension pacifiste. Il veut aussi revenir sur les lois sur la paix et la sécurité de 2015. Il défend par ailleurs plus de dépenses de sécurité sociale mais en limitant les promesses en ce sens, préférant proposer l'organisation d'un débat national pour rechercher des moyens de financer ces dépenses supplémentaires. Il dit aussi vouloir limiter le pouvoir du Premier ministre en matière de dissolution de la Chambre des représentants.
Le PDC tente de pallier son manque d'ancienneté par une active utilisation des réseaux sociaux, et surtout de Twitter, atteignant plus de 100 000 followers en seulement trois jours d'existence, ce qui en fait le parti politique japonais le plus suivi sur ce réseau à égalité avec le PLD. Il joue également beaucoup de l'image médiatique populaire de son président, Yukio Edano, acquise lorsqu'il était porte-parole du gouvernement au moment du séisme et du tsunami de la côte Pacifique du Tōhoku et de l'accident nucléaire de Fukushima en 2011. 
De plus, les trois principaux partis de l'opposition de gauche attachés au pacifisme constitutionnel, le PDC de Yukio Edano, le Parti communiste japonais (PCJ) de Kazuo Shii et le Parti social-démocrate (PSD) de Tadatomo Yoshida (en), forment une alliance électorale, en présentant des candidatures uniques dans 234 des 289 circonscriptions au scrutin uninominal majoritaire à un tour,.

## Résultats
|                          |                                          |                  |                  |                  |                  |                  |                  |                  |        |               |  |  |  |  |  |  |  |  |  |
| Partis                   | Partis                                   | Circonscriptions | Circonscriptions | Circonscriptions | Circonscriptions | Scrutin de liste | Scrutin de liste | Scrutin de liste | Total  | Total         |  |  |  |  |  |  |  |  |  |
| Partis                   | Partis                                   | Votes            | %                | Sièges           | +/-              | Votes            | %                | Sièges           | Sièges | +/−           |  |  |  |  |  |  |  |  |  |
|                          | Parti libéral-démocrate (PLD)            | 26 719 032       | 48,21            | 218              | 5                | 18 555 717       | 33,28            | 66               | 284    | 7             |  |  |  |  |  |  |  |  |  |
|                          | Parti démocrate constitutionnel (PDC)    | 4 852 097        | 8,75             | 18               | Nv.              | 11 084 890       | 19,88            | 37               | 55     | 55            |  |  |  |  |  |  |  |  |  |
|                          | Parti de l'espoir (PE)                   | 11 437 601       | 20,64            | 18               | Nv.              | 9 677 524        | 17,36            | 32               | 50     | 50            |  |  |  |  |  |  |  |  |  |
|                          | Kōmeitō (K)                              | 832 453          | 1,50             | 8                | 1                | 6 977 712        | 12,51            | 21               | 29     | 6             |  |  |  |  |  |  |  |  |  |
|                          | Parti communiste japonais (PCJ)          | 4 998 932        | 9,02             | 1                | en stagnation    | 4 404 081        | 7,90             | 11               | 12     | 9             |  |  |  |  |  |  |  |  |  |
|                          | Parti de l'innovation japonais (NKP)     | 1 765 053        | 3,18             | 3                | Nv.              | 3 387 097        | 6,07             | 8                | 11     | 11            |  |  |  |  |  |  |  |  |  |
|                          | Parti social-démocrate (PSD)             | 634 719          | 1,15             | 1                | en stagnation    | 941 324          | 1,69             | 1                | 2      | en stagnation |  |  |  |  |  |  |  |  |  |
|                          | Parti de la réalisation de la joie (PRJ) | 159 171          | 0,29             | 0                | en stagnation    | 292 084          | 0,52             | 0                | 0      | en stagnation |  |  |  |  |  |  |  |  |  |
|                          | Nouveau parti Daichi (NPD)               |                  |                  | 0                | en stagnation    | 226 552          | 0,41             | 0                | 0      | en stagnation |  |  |  |  |  |  |  |  |  |
|                          | Aucun parti soutenu (APS)                | 0                | en stagnation    | 125 019          | 0,22             | 0                | 0                | en stagnation    |        |               |  |  |  |  |  |  |  |  |  |
|                          | Parti du cœur japonais (PKJ)             | 0                | Nv.              | 85 552           | 0,15             | 0                | 0                | Nv.              |        |               |  |  |  |  |  |  |  |  |  |
|                          | Autres                                   | 52 081           | 0,10             | 0                | en stagnation    |                  |                  | 0                | 0      | en stagnation |  |  |  |  |  |  |  |  |  |
|                          | Indépendants                             | 3 970 946        | 7,16             | 22               | 14               | 0                | 22               | 14               |        |               |  |  |  |  |  |  |  |  |  |
|                          |                                          |                  |                  |                  |                  |                  |                  |                  |        |               |  |  |  |  |  |  |  |  |  |
| Votes valides            | Votes valides                            | 55 422 087       | 97,31            |                  |                  | 55 757 552       | 97,99            |                  |        |               |  |  |  |  |  |  |  |  |  |
| Votes blancs et nuls     | Votes blancs et nuls                     | 1 530 585        | 2,69             | 1 190 277        | 2,01             |                  |                  |                  |        |               |  |  |  |  |  |  |  |  |  |
| Total                    | Total                                    | 56 952 672       | 100              | 289              | 6                | 56 947 829       | 100              | 176              | 465    | 10            |  |  |  |  |  |  |  |  |  |
| Abstention               | Abstention                               | 49 138 557       | 46,32            |                  |                  | 49 143 400       | 46,32            |                  |        |               |  |  |  |  |  |  |  |  |  |
| Inscrits / participation | Inscrits / participation                 | 106 091 229      | 53,68            | 106 091 229      | 53,68            |                  |                  |                  |        |               |  |  |  |  |  |  |  |  |  |